# Moisès ben Hanokh
Moisès ben Hanokh (en hebreu: משה בן חנוך, Moshe ben Hănōkh) (¿? - Còrdova, ca. 965), fou un important rabí de la Còrdova omeia.